# Stacksteads
Stacksteads – osada w Anglii, w hrabstwie Lancashire, w dystrykcie Rossendale. Leży 26 km na północ od miasta Manchester i 281 km na północny zachód od Londynu.